# Cratere Monteverdi
Monteverdi è un cratere da impatto sulla superficie di Mercurio.
Il cratere è dedicato al compositore italiano Claudio Monteverdi.